# لويس جاريل
لويس جاريل (بالفرنسية: Louis Garrel)‏ هو مصور سينمائي وكاتب سيناريو ومخرج وممثل فرنسي، ولد في 14 يونيو 1983 بباريس في فرنسا.

## أعمال

### أفلام
- (2003) حالمون[6]
- (2010) دقات القلب[7][8]
- (2014) سان لوران
- (2018) عند بوابة الخلود[9]
- (2019) نساء صغيرات

## وصلات خارجية
- لويس جاريل على موقع IMDb (الإنجليزية)
- لويس جاريل على موقع روتن توميتوز (الإنجليزية)
- لويس جاريل على موقع مونزينجر (الألمانية)
- لويس جاريل على موقع قاعدة بيانات الأفلام العربية
- لويس جاريل على موقع ألو سيني (الفرنسية)
- لويس جاريل على موقع ميوزك برينز (الإنجليزية)
- لويس جاريل على موقع أول موفي (الإنجليزية)
- لويس جاريل على موقع قاعدة بيانات الأفلام السويدية (السويدية)
- لويس جاريل على موقع إن إن دي بي (الإنجليزية)
- لويس جاريل على موقع ديسكوغز (الإنجليزية)